# Kauerndorf (Ködnitz)

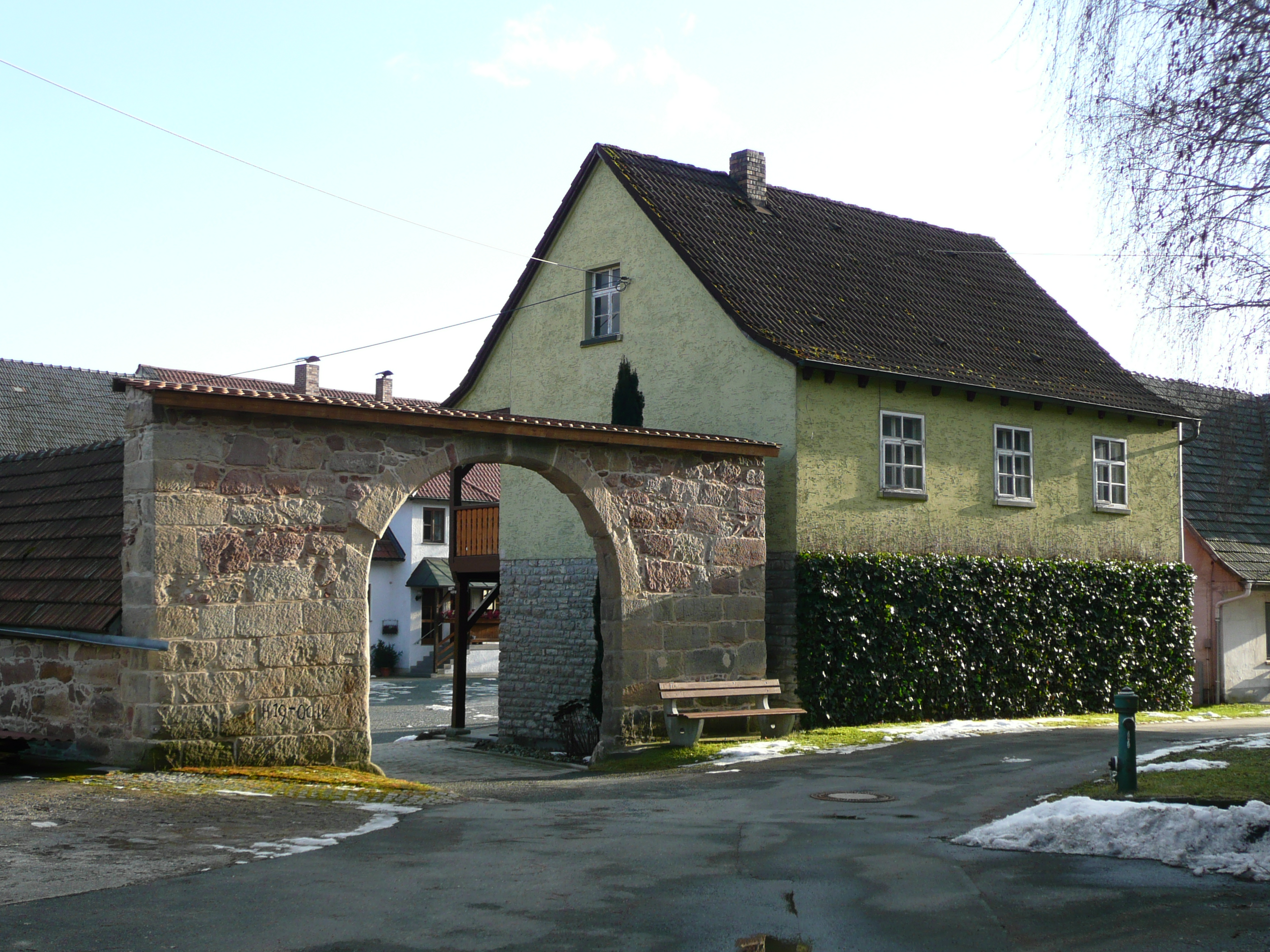
Vierseithof

Kauerndorf (oberfränkisch: Kauan-doaf) ist ein Gemeindeteil der Gemeinde Ködnitz im Landkreis Kulmbach (Oberfranken, Bayern). Die Gemarkung Kauerndorf hat eine Fläche von 4,111 km². Sie ist in 643 Flurstücke aufgeteilt, die eine durchschnittliche Flurstücksfläche von 6394,16 m² haben. In ihr liegen neben dem namensgebenden Ort die Gemeindeteile Forstlasmühle und Mühlberg.

## Geographie
Das Dorf bildet mit Fölschnitz im Süden eine geschlossene Siedlung. Diese liegt am Weißen Main und an der Schorgast, die bei Forstlasmühle als rechter Zufluss in den Weißen Main mündet. Die Flüsse schneiden sich in das Obermainische Hügelland ein. Die Bundesstraße 289 führt nach Kulmbach (4,5 km westlich) bzw. nach Untersteinach (2 km nordöstlich). Die Staatsstraße 2182 zweigt von der B 289 ab und führt über Fölschnitz nach Ködnitz (3,5 km südöstlich). Anliegerwege führen nach Mühlberg (0,6 km südwestlich) und nach Forstlasmühle (0,6 km südwestlich).

## Geschichte
Das Haufendorf bestand ursprünglich aus 6 Höfen und 4 Gütern. 1256 wurde es als „Curendorf“ erstmals urkundlich erwähnt. 1296 erscheint es erstmals in der heutigen Form als „Kawrendorf“. Das Bestimmungswort ist Curo, der Personenname des Siedlungsgründers.
Kauerndorf bildete mit Mühlberg eine Realgemeinde. Gegen Ende des 18. Jahrhunderts bestand Kauerndorf aus 31 Anwesen. Das Hochgericht übte das bayreuthische Stadtvogteiamt Kulmbach aus. Dieses hatte zugleich die Dorf- und Gemeindeherrschaft. Grundherren waren
- das Kastenamt Kulmbach (11 Anwesen: 1 Höflein, 7 Gütlein, 3 Tropfhäuser),
- der Markgräfliche Lehenhof Bayreuth (8 Anwesen: 1 Hof, 1 Drittelhof, 2 Sechstelhöfe, 2 Zwölftelhöfe, 1 Gütlein, 1 Söldengut),
- das Stiftskastenamt Himmelkron (1 Hof, 1 Gütlein),
- das Klosteramt Kulmbach (1 Gut),
- der bambergische Langheimer Amtshof (1 Hof),
- das Rittergut Kirchleus (1 Gut, 4 Gütlein),
- das Seniorat von Künßberg (2 Gütlein).[8]

Von 1797 bis 1810 unterstand der Ort dem Justiz- und Kammeramt Kulmbach. Mit dem Gemeindeedikt wurde 1811 der Steuerdistrikt Kauerndorf gebildet, zu dem Aichig, Blaich, Dörnhof, Eggenreuth, Grundhaus, Kauernburg, Mühlberg, Oberndorf, Oberpurbach, Pörbitsch, Unterpurbach und Venetianischer Stadel gehörten. 1812 entstand die Ruralgemeinde Kauerndorf, die deckungsgleich mit dem Steuerdistrikt war. Mit dem Gemeindeedikt von 1818 wurden drei Ruralgemeinden gebildet:
- Blaich mit Eggenreuth, Oberndorf, Oberpurbach, Pörbitsch und Unterpurbach
- Kauernburg mit Aichig, Dörnhof, Grundhaus und Venetianischer Stadel
- Kauerndorf mit Mühlberg.

Die Ruralgemeinde Kauerndorf war in Verwaltung und Gerichtsbarkeit dem Landgericht Kulmbach zugeordnet und in der Finanzverwaltung dem Rentamt Kulmbach (1919 in Finanzamt Kulmbach umbenannt). 5 Anwesen unterstanden bis 1848 in der freiwilligen Gerichtsbarkeit dem Patrimonialgericht Kirchleus, 2 Anwesen ebenfalls bis 1848 dem Patrimonialgericht Thurnau. Ab 1862 gehörte Kauerndorf zum Bezirksamt Kulmbach (1939 in Landkreis Kulmbach umbenannt). Die Gerichtsbarkeit blieb beim Landgericht Kulmbach (1879 in das Amtsgericht Kulmbach umgewandelt). Die Gemeinde hatte eine Gebietsfläche von 4,110 km².
Am 1. April 1971 wurde die Gemeinde Kauerndorf im Zuge der Gebietsreform in Bayern nach Ködnitz eingegliedert.

### Baudenkmäler
- An der Schorgast 3: Vierseithof
- Steinkreuz

### Einwohnerentwicklung
Gemeinde Kauerndorf
| Jahr      | 1818  | 1840   | 1852   | 1855   | 1861   | 1867   | 1871   | 1875   | 1880   | 1885   | 1890   | 1895   | 1900   | 1905   | 1910   | 1919   | 1925   | 1933   | 1939   | 1946   | 1950   | 1952   | 1961   | 1970   |
| Einwohner | 196   | 213    | 219    | 229    | 251    | 256    | 238    | 232    | 233    | 229    | 230    | 227    | 240    | 234    | 226    | 225    | 228    | 219    | 216    | 327    | 354    | 344    | 363    | 396    |
| Häuser    | 36    |        |        |        |        |        | 40     |        |        | 42     |        |        | 41     |        |        |        | 46     |        |        |        | 48     |        | 68     |        |
| Quelle    | [ 9 ] | [ 14 ] | [ 14 ] | [ 14 ] | [ 15 ] | [ 16 ] | [ 17 ] | [ 18 ] | [ 19 ] | [ 20 ] | [ 21 ] | [ 14 ] | [ 22 ] | [ 14 ] | [ 23 ] | [ 14 ] | [ 24 ] | [ 14 ] | [ 14 ] | [ 14 ] | [ 25 ] | [ 14 ] | [ 10 ] | [ 26 ] |

Ort Kauerndorf
| Jahr      | 001809 | 001818 | 001861 | 001871 | 001885 | 001900 | 001925 | 001950 | 001961 | 001970 | 001987 |
| Einwohner | 181    | 177    | 206    | 188    | 188    | 203    | 187    | 291    | 329    | 365    | 490    |
| Häuser    |        | 32     |        |        | 34     | 36     | 38     | 43     | 63     |        | 135    |
| Quelle    | [ 27 ] | [ 9 ]  | [ 15 ] | [ 17 ] | [ 20 ] | [ 22 ] | [ 24 ] | [ 25 ] | [ 10 ] | [ 26 ] | [ 1 ]  |

## Religion
Kauerndorf ist seit der Reformation evangelisch-lutherisch geprägt und nach St. Oswald (Untersteinach) gepfarrt.